# Нарин (футбольний клуб)
Футбольний клуб «Нарин» або просто «Нарин» — професійний узбецький футбольний клуб з міста Нарин Наманганської області.

## Історія
Футбольний клуб «Нарин» було засновано в 1989 році в місті Нарин Наманганської області. Засновником та головним спонсором клубу є Головне управління механізованих робіт тресту «Центргазпромбуд». В 1990 році команда перемогла в першості республіки. З 1992 року команда виступає у Першій лізі Узбекистану. Найкращим досягненням клубу в Першій лізі було 7-ме місце в 1992 році.

## Досягнення
- Чемпіонат Узбецької РСР:
  -  Чемпіон (1): 1990

- Перша ліга Узбекистану
  - 7-ме місце (1): 1992

## Відомі гравці
- Володимир Єпіфанов